# Ivy Baker Priest

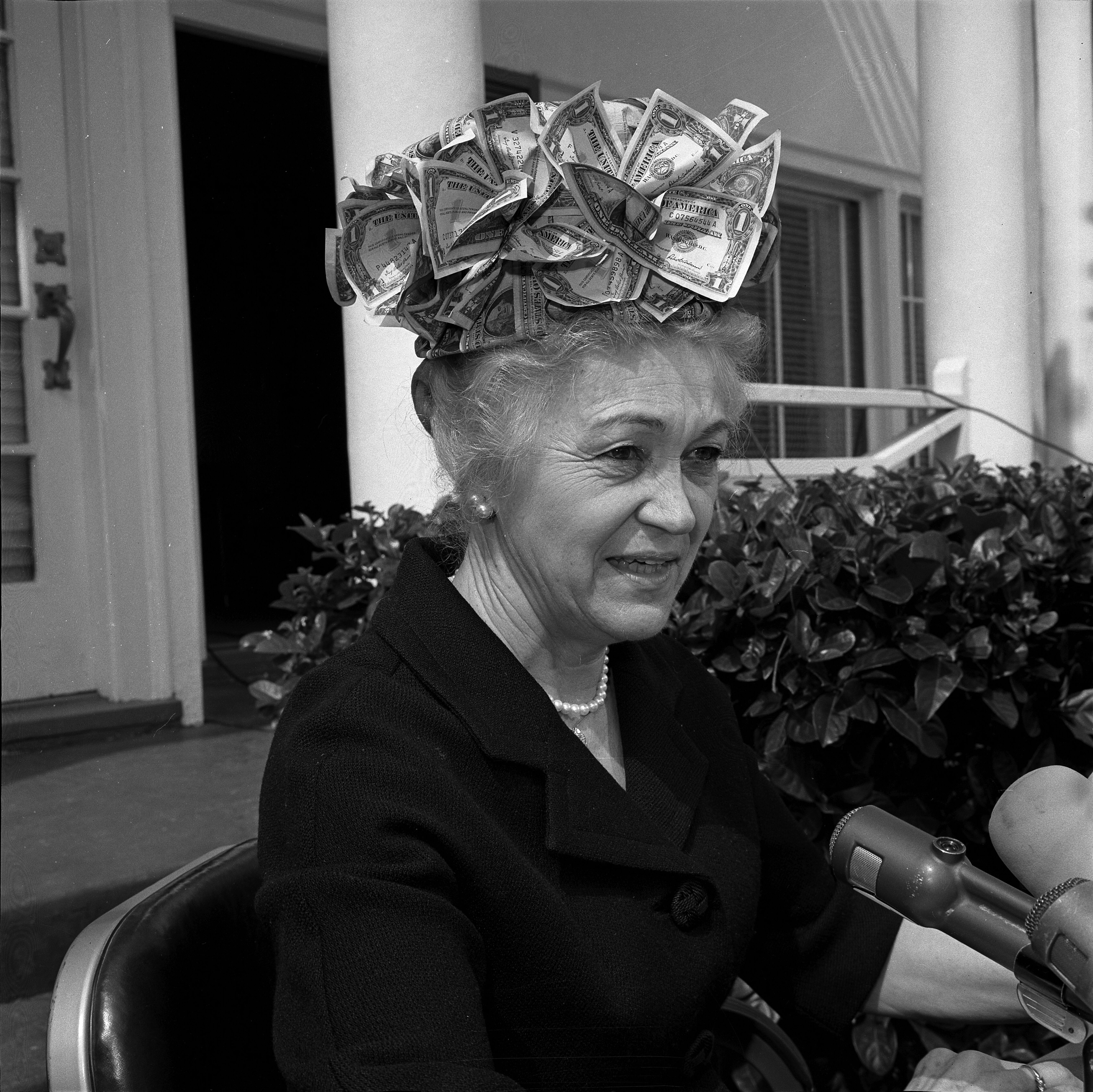
Ivy Baker Priest (1965)

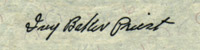
Unterschrift von Ivy Baker Priest

Ivy Baker Priest (* 7. September 1905 in Kimberly, Utah; † 23. Juni 1975 in Santa Monica, Kalifornien) war eine US-amerikanische Regierungsbeamtin.

## Werdegang
Ivy Baker, Tochter von Clara Fernley und Orange D. Baker, wurde ungefähr neun Jahre vor dem Ausbruch des Ersten Weltkrieges im Piute County geboren. Ihr Vater arbeitete als Goldgräber in Kimberly und später im Kupferbergbau in der Town von Bingham Canyon (Salt Lake County). Ivy Baker war seit der High School in der Politik aktiv. Zu jener Zeit arbeitete sie während einer Bürgermeisterkampagne daran, Wähler zu registrieren. Sie nahm 1932 als Delegierte an der Republican State Convention teil und kandidierte 1934 erfolglos in Utah für einen Sitz im US-Kongress. Am 7. Dezember 1935 heiratete sie in Salt Lake City ihren ersten Ehemann Roy Fletcher Priest (1884–1959).
Während des Zweiten Weltkrieges wurde sie 1944 für Utah in das Republican National Committee gewählt, wo sie mehrere Jahre lang tätig war. Sie kandidierte 1950 ein zweites Mal in Utah erfolglos für den Kongress. Während des Wahlkampfs von Dwight D. Eisenhower für die Präsidentschaft übernahm sie die Leitung über die Frauen-Division im Republican National Committee. Ihr wurde die erfolgreiche Kampagne zur Gewinnung der Frauenstimmen gutgeschrieben, die zum Sieg von Eisenhower führte. Präsident Eisenhower ernannte sie dann zur Treasurer of the United States. Sie bekleidete den Posten vom 28. Januar 1953 bis zum 29. Januar 1961. Am 20. Juni 1961 heiratete sie in Los Angeles ihren zweiten Ehemann Sidney William Stevens (1902–1972), der ursprünglich Silberman hieß. Sie wurde 1967 nationale Vorsitzende der Easter Seals. Im selben Jahr wählte man sie zur State Treasurer von Kalifornien – ein Posten, den sie zwei Amtszeiten lang von 1967 bis zu ihrem Tod 1975 innehatte. Sie starb in Santa Monica (Los Angeles County) an Krebs und wurde dann auf dem Wasatch Lawn Memorial Park Cemetery in Salt Lake City beigesetzt.
Sie gehörte der Kirche Jesu Christi der Heiligen der Letzten Tage an. Die Schauspielerin Patricia Ann Priest ist ihre Tochter.